# Marina de Guerra Revolucionaria
La Marina de Guerra Revolucionaria o MGR (Armada Constitucional de Cuba hasta 1959) es la Marina de Guerra de Cuba y forma parte de las Fuerzas Armadas Revolucionarias FAR de ese país. Su cometido es la defensa de las costas y las aguas territoriales de la República de Cuba, ante cualquier posible intento de ataque militar contra la nación caribeña por parte de fuerzas hostiles.

## Historia
La Armada de Cuba fue fundada en 1909 como la Armada Constitucional de Cuba, tras la Revolución cubana se la conoce con su actual denominación.

### Segunda Guerra Mundial
La Armada constitucional, era la armada anterior a la Revolución cubana, que tuvo lugar en 1959. Durante la Segunda Guerra Mundial, la Armada cubana hundió al submarino alemán U-176 de la Kriegsmarine, el 15 de mayo de 1943.

### Guerra Fría
Durante en Incidentes de Leyla Express y Johnny Express la Armada cubana capturó con éxito los cargueros Leyla Express y Johnny Express, ambos buques a los que se culpa de llevar a cabo actividades relacionadas con la Agencia Central de Inteligencia (CIA), en contra del gobierno cubano. En 1988, la Armada cubana contaba con 12 000 hombres, tres submarinos, dos modernas fragatas, barcos lanzamisiles, un barco espía,  buques patrulleros y dragaminas, sin embargo, la mayor parte de los barcos de fabricación soviética, en servicio en la Armada cubana, procedentes de la Armada Soviética, fueron desmantelados, o bien hundidos para construir arrecifes artificiales. En 2007, el IISS evaluó que la Armada cubana tenía 3000 efectivos (incluyendo hasta más de 550 tropas de infantería naval), 6 corbetas Osa-II, y una corbeta de la clase Pauk.

## Infantería naval
La Armada cubana cuenta con un batallón de infantería de marina llamado Desembarco de Granma, que antaño contaba con 550 hombres, aunque se desconoce su tamaño actual.

## Minisubmarinos
Después de que los submarinos soviéticos fueran puestos fuera de servicio, la Armada de Cuba buscó la ayuda del régimen de Corea del Norte, debido a la experiencia de los norcoreanos en la fabricación y el uso de minisubmarinos. Los desertores norcoreanos afirmaron haber visto a militares cubanos, a mediados o finales de la década de 1990, en una base militar secreta de submarinos, y años después apareció a la vista del público una sola imagen de un minisubmarino anclado en el Puerto de La Habana, se rumorea que el minisubmarino cubano se llama Delfín, y está armado con dos torpedos, solamente un buque está en servicio, y el diseño del buque parece ser original, aunque está influenciado por los buques diseñados en Corea del Norte, así como por los buques diseñados en la antigua Unión de Repúblicas Socialistas Soviéticas (URSS).

## Fragatas

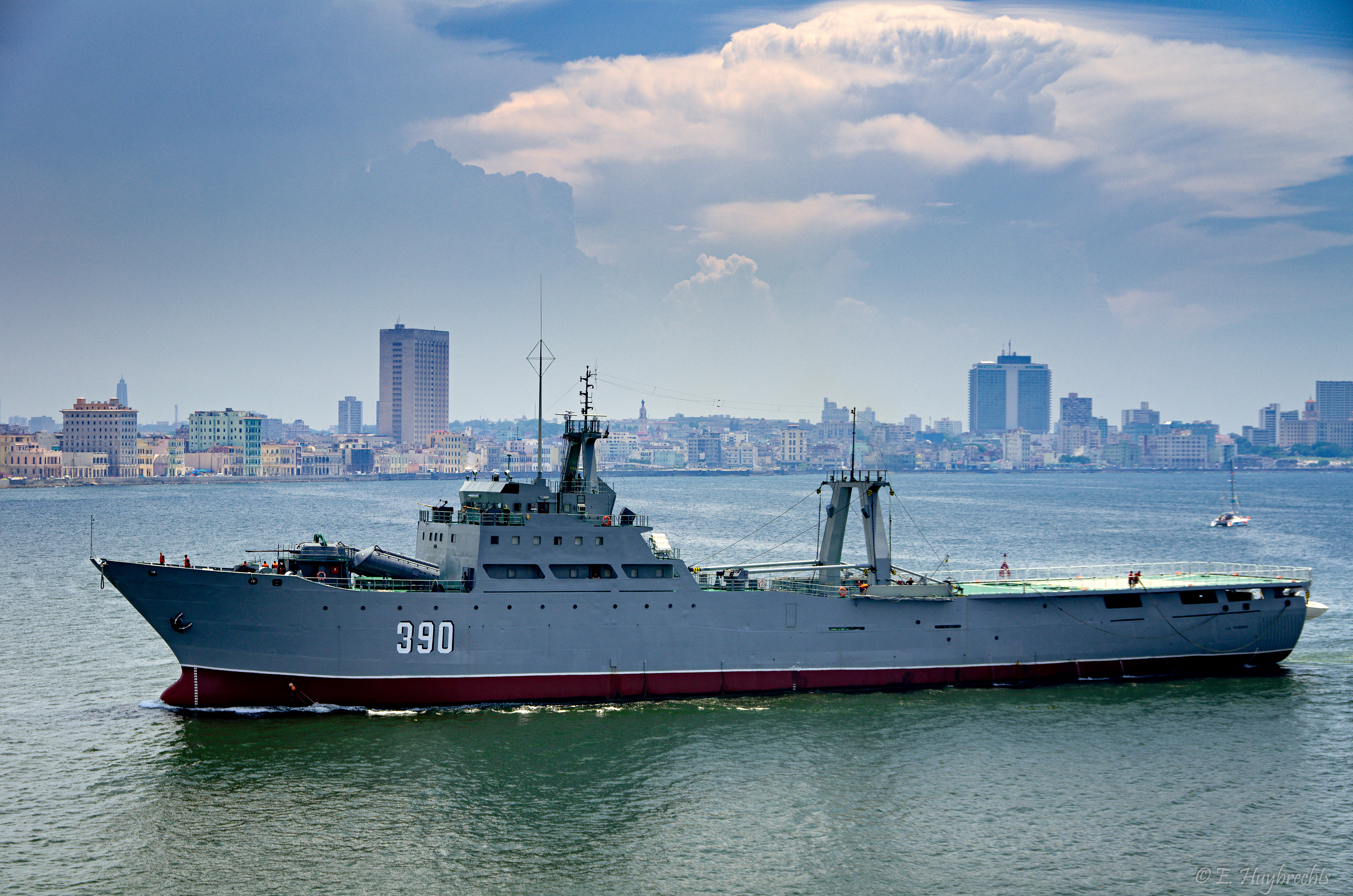
La fragata Río Damují en La Habana, Cuba, en julio de 2011.

La Armada cubana reconstruyó un barco pesquero español llamado Río Damují. El buque BP-390 está armado con dos misiles C-201W, un montaje de dos cañones gemelos de 57 mm, dos montajes de dos cañones gemelos de 25 mm, y una ametralladora de 14,5 mm. Este buque es más grande que las fragatas de la clase Koni, y se utiliza como fragata, una segunda unidad (BP-391), entró en servicio en 2016.

## Sistemas de misiles
La Armada cubana opera hoy sus propios sistemas de misiles, como el misil Bandera hecho en Cuba (una copia de los misiles soviéticos Styx), y el misil antibuque Remulgadas, así como el lanzacohetes múltiple de defensa costera autopropulsado de producción nacional Frontera.

## Tareas principales
Algunas de las principales tareas que lleva a cabo la Armada cubana, son la lucha contra el narcotráfico y el control de la inmigración irregular. La posición geográfica de la nación caribeña, hace que sea necesario reforzar la vigilancia de las aguas territoriales, las costas, y el espacio aéreo cubano.

## Aviación naval
La aviación naval de la Armada cubana son los helicópteros de guerra antisubmarina (ASW), la Armada cubana está equipada con 2 helicópteros militares Mil Mi-14 Haze.

### Helicópteros
| Aeronave  | Imagen | Origen | Tipo              | Fabricante                           | Unidades |
| --------- | ------ | ------ | ----------------- | ------------------------------------ | -------- |
| Mil Mi-14 |        | Rusia  | Helicóptero naval | Fábrica de helicópteros Mil de Moscú | 2        |

## Flota de superficie
- 12 buques patrulleros de la clase Zhuk armados con un cañón sin retroceso SPG-9 y dos cañones automáticos de 30 mm.[7][8]

- 6 barcos lanzamisiles de la clase Osa de la antigua Unión Soviética (URSS).

- 5 buques dragaminas de la clase Yevgenya, de la antigua Unión Soviética (URSS).

- 3 buques dragaminas de la clase Sonya de la ex-Unión Soviética (URSS).

- 2 fragatas clase Río Damují, armadas con 1 cañón de 57 mm, 2 misiles antibuque Styx, 1 ametralladora de 12,7 mm y 2 cañones de 25 mm.

- 2 buques patrulleros de la clase Stenka.

- 1 corbeta de la clase Pauk II, armada con 1 cañón de 76 mm, 4 tubos de torpedos antisubmarinos, 2 lanzacohetes de armas antisubmarinas, con un peso de 495 toneladas a plena carga, que fue puesta en servicio en 1990.

### Buques de superficie
| Clase               | Imagen   | Origen   | Unidades | Armamento |
| Fragatas            | Fragatas | Fragatas | Fragatas | Fragatas |
| ------------------- | -------- | -------- | -------- | --- |
| Río Damují          |          | Cuba     | 2        | 1 cañón de 57 mm2 lanzadores de misiles antibuque P-15 Termit 1 ametralladora pesada de 12.7 mm2 cañones de 25 mm                     |
| Buques patrulleros  |          |          |          | |
| Zhuk                |          | Ucrania  | 12       | 1 cañón sin retroceso SPG-92 cañones automáticos de 30 mm                                                                             |
| Stenka              |          | Rusia    | 2        | 2 cañones de 30 mm1 ametralladora pesada de 12.7 mm4 tubos lanzadores de torpedos antisubmarinos2 lanzadores de cargas de profundidad |
| Barcos lanzamisiles |          |          |          | |
| Osa                 |          | Rusia    | 6        | 2 cañones de 30 mm1 Lanzador de misiles SAM SA-N-5 MANPADS4 lanzadores de misiles antibuque Styx                                      |
| Dragaminas          |          |          |          | |
| Yevgenya            |          | Rusia    | 5        | 2 ametralladoras pesadas de 14.5 mm                                                                                                   |
| Sonya               |          | Rusia    | 3        | |
| Corbetas            |          |          |          | |
| Pauk II             |          | Rusia    | 1        | |

## Flota de submarinos
- 1 minisubmarino de la clase Delfín, armado con 2 tubos lanzatorpedos, fabricado en Cuba con ayuda norcoreana, su diseño proviene de un minisubmarino de la clase Yugo norcoreana.[9]

### Minisubmarinos
| Clase  | Origen | Unidades | Armamento             |
| ------ | ------ | -------- | --------------------- |
| Delfín | Cuba   | 1        | 2 tubos lanzatorpedos |

## Organización de las fuerzas terrestres
- 2 batallones de asalto anfibio.

- 1 regimiento de artillería de campaña de defensa costera.

- 1 regimiento de artillería de cohetes de defensa costera.

- 1 batallón blindado ligero anfibio.

## Fuerza de defensa costera

### Artillería costera
- Cañones de campaña M1931/37 (A-19) de 122 mm.
- Cañones de campaña M-46 de 130mm.

### Misiles antibuque de defensa costera
- 10 lanzadores de misiles antibuque P-15 Termit de defensa costera.

### Carros de combate ligeros
- 18 tanques ligeros PT-76.

## Antiguo equipamiento

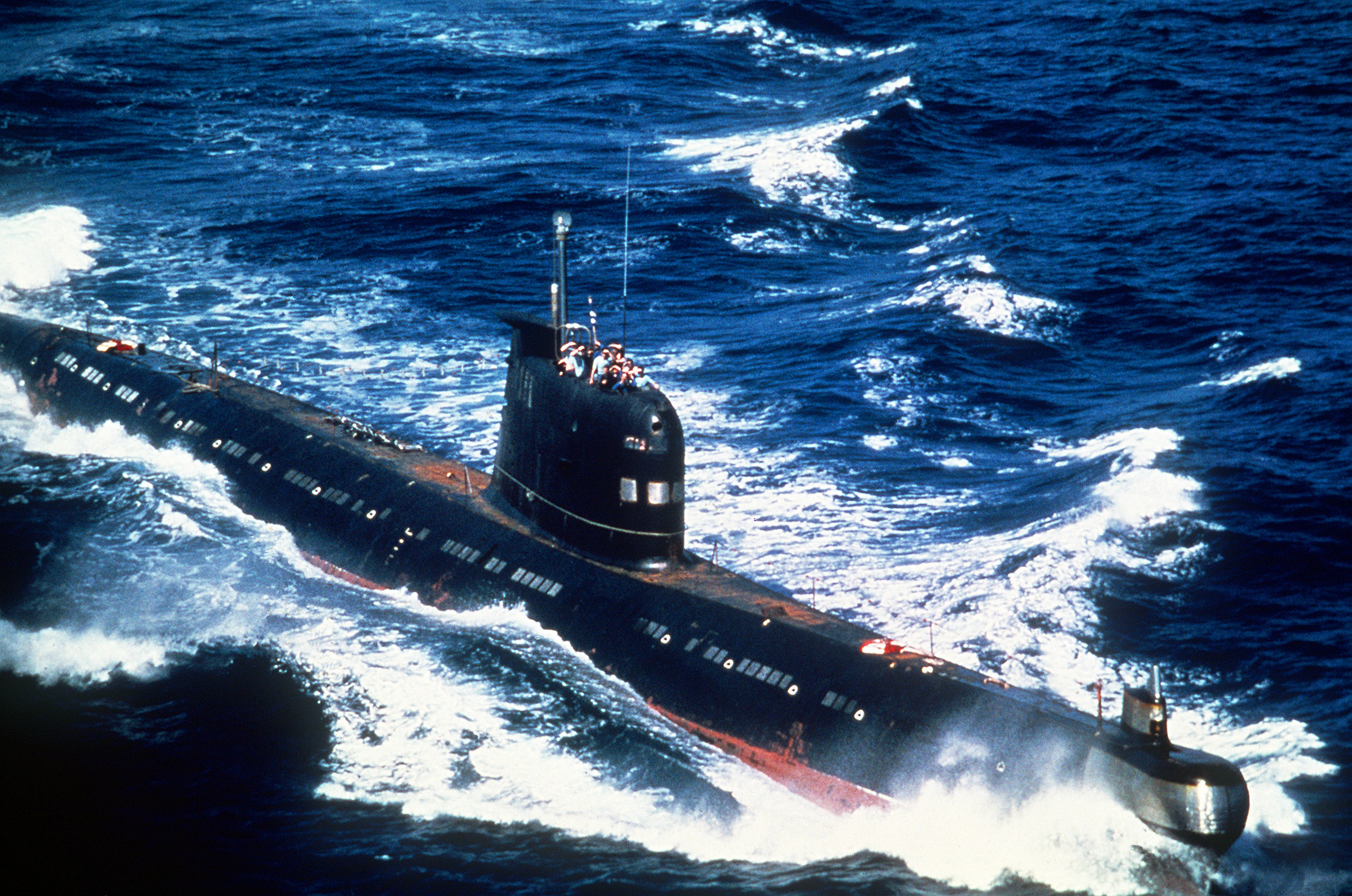
Un submarino cubano de la clase Foxtrot.

- 1 submarino soviético de la clase Foxtrot, con un tubo lanzatorpedos de 533 y 406 mm (no operativo); 3 transferidos.

- 3 corbetas soviéticas de la clase Koni, equipadas con 2 lanzacohetes y armas antisubmarinas (no operativas); 3 transferidos.

- 4 barcos lanzamisiles de clase Osa I / II soviéticos, con 4 misiles antibuque SS-N-2 Styx.

- 1 corbeta rusa de la clase Pauk II, de defensa costera, equipada con 2 lanzacohetes de armas antisubmarinas, y 4 tubos de torpedos antisubmarinos.

- 1 buque de desembarco de la clase Polnocny, con capacidad para 180 soldados y 6 tanques (no operativos).